# 明日香出版社
明日香出版社（あすかしゅっぱんしゃ）は、東京都文京区に本社がある日本の出版社。

## 概説
石野誠一により1973年（昭和48年）に創業。現社長は2代目である。
主に語学書やビジネス書を出版している。軽装版のビジネス書を多く出しており、実務解説・自己啓発に強い。
仕事術の解説書「あたりまえだけどなかなか」シリーズは好評を博している。
語学書で知られるベレ出版は、明日香出版社の語学書編集者が独立して設立された出版社である。